# 馬略卡王國
馬略卡王國（西班牙語：Reino de Mallorca；1231年—1715年）是13世纪—18世紀位于地中海巴利阿里群島的王國，以馬略卡島為统治中心。
在1229年以前，该地区一直被阿拉伯人或摩爾人統治。1229年，阿拉貢國王海梅一世佔領了馬略卡島。1276年，海梅一世逝世時，他將馬略卡島所屬的巴利阿里群島、蒙彼利埃及魯西永分封給次子海梅二世。海梅二世因而成立了马略卡王國。可惜，在海梅二世死後，其長子在他父親去世之前成為方濟會修士而不肯繼承王位，次子桑喬繼承王位後又因沒有子嗣而被阿拉貢國王覬覦其王國，王國變得極其混亂；最終因為他的姪子兼繼承人海梅三世因為拒絕宣誓效忠阿拉貢國王佩德羅四世，馬略卡王國於1349年10月25日的戰爭中被打敗後，被亞拉岡王國完全吞併。
1715年《新基本法令》废除了馬略卡王國。